# Vladislao II di Boemia
Vladislao II di Boemia (Boemia, 1110 circa – Meerane, 18 gennaio 1174) fu re di Boemia dal 1158, ma già dal 1140 ne era stato il duca. Abdicò nel 1172 e, nonostante il titolo non fosse ancora ereditario, la sovranità passò comunque al suo figlio maggiore.

## Biografia

### L'ascesa contestata
Vladislao nacque attorno al 1110 da Vladislao I, duca di Boemia (1065 circa - 12 aprile 1125) e da Richeza di Berg (1095 circa-27 settembre 1125), secondogenito di quattro figli. Al momento della sua nascita la Boemia era governata da suo zio paterno Sobeslao I di Boemia e poiché non c'era al momento nessuna possibilità per lui di salire al trono passò la giovinezza in Baviera. In patria tornò nel 1140 alla morte di Sobeslao e, con l'aiuto di suo cognato Corrado III di Svevia, riuscì a farsi eleggere duca di Boemia. All'inizio la sua pretesa al trono fu contestata dai sostenitori di suo cugino Vaclav di Boemia (1137 circa-dopo il 1192) e la loro pretesa era sostenuta dal riconoscimento del suo diritto al trono che Sobeslao era riuscito a strappare a Lotario II di Supplimburgo durante la dieta di Bamberga del maggio 1138 e in giugno i nobili riunitisi presso Sadská l'avevano riconfermata, a questo era seguita un'altra dieta nel 1140 che ne aveva riaffermato i diritti. Non stupisce dunque che i nobili locali si fossero strenuamente opposti alle sue pretese: corsero in appoggio di Vaclav Ottone III di Olomouc, Vratislao II di Brno e Corrado II di Znojmo. Nonostante la scomunica inflitta loro dal vescovo di Olomouc Enrico Zdik, i tre duchi sconfissero severamente Vladislao II a Vysokà il 22 aprile del 1142; tuttavia, essi non riuscirono mai a prendere Praga e Vladislao, con l'aiuto del potente cognato, riuscì a conservare il trono.

### Il re
Nel 1147 Vladislao accompagnò Corrado nella seconda crociata, ma la sua marcia si arrestò a Costantinopoli e sulla via del ritorno passò sia da Kiev che da Cracovia. Nel 1152 Corrado morì e fu seguito da Federico Barbarossa, Vladislao era in buoni rapporti con lui e grazie a questi l'11 gennaio 1158 riuscì ad ottenere la nomina a re di Boemia. Egli era il secondo principe boemo, dopo suo nonno paterno Vratislao II di Boemia a potersi vantare di tale titolo. Una seconda cerimonia di incoronazione si tenne a Milano l'8 settembre e Vladislao ripagò Federico rimanendo sempre un suo fedele alleato. Egli debitamente lo accompagnò nel suo viaggio in Italia che compì lo stesso anno e durante le spedizioni militari in Italia del 1161, 1162 e 1167 a Vladislao affidò il comando del contingente ceco a suo fratello Depolt I di Jamnitz (fra il 1120e il 1125-14 o 15 agosto 1167) e a suo figlio Federico/Bedřich.
Dopo che i duchi di Moravia si furono rivoltati contro di lui, Vladislao fu in grado di prendere il controllo delle piazzeforti della regione, Brno venne presa nel 1256, Olomouc ed infine Znojmo. Vladislao intervenne anche a favore dell'imperatore in Ungheria nel 1163 e in quell'occasione fece maritare il suo secondogenito Sviatopluk con la principessa ungherese Odola e prese anche contatti diplomatici con Manuele I Comneno. Nel 1168 Dan, vescovo di Praga, fidato consigliere di Vladislao sin dal 1148 morì e quel che ne risultò fu che le relazioni fra la Germania e la Boemia divennero tese e quando nel 1169 suo figlio Vojtěch divenne arcivescovo di Salisburgo col nome di Adalberto III l'imperatore lo sospettò di essere alleato di papa Alessandro III.

### L'abdicazione e la morte
Desideroso di imporre come proprio successore il figlio Federico/Bedřich, in un momento in cui il titolo non era ancora ereditario, Vladislao abdicò nel 1172 senza il consenso degli altri nobili o dell'imperatore. Federico/Bedřich tenne il trono per circa un anno prima di essere costretto a cederlo al cugino Sobeslao II, duca di Boemia (1128 circa-gennaio 1180). Vladislao visse quel che bastava per vedere il figlio spodestato. Egli morì, infatti, il 18 gennaio 1174. Venne sepolto nel duomo di Meißen. Il suo regno venne contraddistinto dalla creazione di diverse abbazie Premostratensi e Cistercensi oltre che dalla creazione di un ponte in pietra sulla Moldava a Praga.

## Matrimoni e figli
Vladislao sposò in prime nozze Gertrude di Babenberg (1118 circa - 8 aprile 1150), figlia di Leopoldo III di Babenberg e Agnese di Waiblingen, appartenente alla dinastia Babenberg, da cui ebbe:
- una figlia, forse di nome Richeza;
- Federico/Bedřich, duca di Boemia († 25 marzo 1189);
- Sviatopluk, che sposò Odola d'Ungheria (1156-1199);
- Adalberto/Vojtěch, che divenne arcivescovo di Salisburgo;
- Agnese († 7 giugno 1228), badessa in un convento di Praga.

Nel 1155 Vladislao si risposò con Giuditta di Turingia (1135 circa - dopo il 9 settembre 1174), figlia di Ludovico I di Turingia e di Edvige di Gudensberg, appartenente alla dinastia Ludovingia, da cui ebbe:
- Ottocaro I, re di Boemia dal 1198 alla morte;
- Vladislao III Enrico, duca di Boemia nel 1197 e margravio della Moravia dal 1197 alla morte;
- Richeza († 19 aprile 1182), che sposò Enrico I di Mödling.

## Ascendenza
|                               |                            |                          | Genitori                             |  |  | Nonni |  |  | Bisnonni              |  |  | Trisnonni                |  |
|                               |                            |                          |                                      |  |  |       |  |  | Bretislao I di Boemia |  |  | Ulrico/Oldřich di Boemia |  |
|                               |                            |                          |                                      |  |  |       |  |  | Bretislao I di Boemia |  |  | Ulrico/Oldřich di Boemia |  |
|                               |                            | Božena di Boemia         |                                      |  |  |       |  |  | Bretislao I di Boemia |  |  |                          |  |
| Vratislao II di Boemia        |                            |                          |                                      |  |  |       |  |  | Bretislao I di Boemia |  |  |                          |  |
|                               |                            | Giuditta di Schweinfurt  | Enrico di Schweinfurt                |  |  |       |  |  |                       |  |  |                          |  |
|                               |                            | Giuditta di Schweinfurt  | Enrico di Schweinfurt                |  |  |       |  |  |                       |  |  |                          |  |
|                               |                            | Giuditta di Schweinfurt  | Gerberga di Gleiberg                 |  |  |       |  |  |                       |  |  |                          |  |
| Vladislao I di Boemia         |                            | Giuditta di Schweinfurt  |                                      |  |  |       |  |  |                       |  |  |                          |  |
|                               |                            | Casimiro I di Polonia    | Miecislao II di Polonia              |  |  |       |  |  |                       |  |  |                          |  |
|                               |                            | Casimiro I di Polonia    | Miecislao II di Polonia              |  |  |       |  |  |                       |  |  |                          |  |
|                               |                            | Casimiro I di Polonia    | Richeza di Lotaringia                |  |  |       |  |  |                       |  |  |                          |  |
| Świętosława di Polonia        |                            | Casimiro I di Polonia    |                                      |  |  |       |  |  |                       |  |  |                          |  |
|                               |                            | Maria Dobroniega di Kiev | Vladimir I di Kiev                   |  |  |       |  |  |                       |  |  |                          |  |
|                               |                            | Maria Dobroniega di Kiev | Vladimir I di Kiev                   |  |  |       |  |  |                       |  |  |                          |  |
|                               |                            | Maria Dobroniega di Kiev | incerta                              |  |  |       |  |  |                       |  |  |                          |  |
| Vladislao II di Boemia        |                            | Maria Dobroniega di Kiev |                                      |  |  |       |  |  |                       |  |  |                          |  |
|                               | Poppo di Berg-Schelklingen | …                        |                                      |  |  |       |  |  |                       |  |  |                          |  |
|                               | Poppo di Berg-Schelklingen | …                        |                                      |  |  |       |  |  |                       |  |  |                          |  |
|                               | Poppo di Berg-Schelklingen | …                        |                                      |  |  |       |  |  |                       |  |  |                          |  |
| Jindřich di Berg-Schelklingen | Poppo di Berg-Schelklingen |                          |                                      |  |  |       |  |  |                       |  |  |                          |  |
|                               |                            | Zsófia d'Ungheria        | Salomone d'Ungheria                  |  |  |       |  |  |                       |  |  |                          |  |
|                               |                            | Zsófia d'Ungheria        | Salomone d'Ungheria                  |  |  |       |  |  |                       |  |  |                          |  |
|                               |                            | Zsófia d'Ungheria        | Giuditta Maria di Baviera            |  |  |       |  |  |                       |  |  |                          |  |
| Richeza di Berg               |                            | Zsófia d'Ungheria        |                                      |  |  |       |  |  |                       |  |  |                          |  |
|                               |                            | Diepoldo II di Vohburg   | Diepoldo I margravio di Cham-Vohburg |  |  |       |  |  |                       |  |  |                          |  |
|                               |                            | Diepoldo II di Vohburg   | Diepoldo I margravio di Cham-Vohburg |  |  |       |  |  |                       |  |  |                          |  |
|                               |                            | Diepoldo II di Vohburg   | Liutgarda di Zähringen               |  |  |       |  |  |                       |  |  |                          |  |
| Adelaide di Mochental         |                            | Diepoldo II di Vohburg   |                                      |  |  |       |  |  |                       |  |  |                          |  |
|                               |                            | Luitgardo di Carinzia    | Bertoldo I di Carinzia               |  |  |       |  |  |                       |  |  |                          |  |
|                               |                            | Luitgardo di Carinzia    | Bertoldo I di Carinzia               |  |  |       |  |  |                       |  |  |                          |  |
|                               |                            | Luitgardo di Carinzia    | Richwara                             |  |  |       |  |  |                       |  |  |                          |  |
|                               |                            | Luitgardo di Carinzia    |                                      |  |  |       |  |  |                       |  |  |                          |  |